# 실라 프레이저
실라 프레이저(영어: Sheila Frazier, 1948년 11월 13일 ~ )는 미국의 배우이다. 영화 《슈퍼 플라이》에 출연했다.
브롱크스에서 태어났다.

## 영화
- NCIS 시즌6 (2008년) - 데브라 그린 역
- NCIS 시즌5 (2007년) - 데브라 그린 역
- 짐 브라운 (2002년) - 본인 역
- 환상의 듀엣 (1983년)
- 캘리포니아의 다섯 부부 (1978년)
- 마틴 루터 킹 (1978년)
- 더 슈퍼 캅스 (1974년)
- 쓰리 더 하드 웨이 (1974년)
- 슈퍼 플라이 (1972년)